# Rat Entertainment
Rat Entertainment est une société de production de cinéma américaine.

## Films produits
- 2010 : Skyline
- 2011 : Comment tuer son boss ? (Horrible Bosses)
- 2011 : Le Casse de Central Park (Tower Heist)
- 2015 : Secret Agency (Barely Lethal)

## Séries produites
- 2005-2009 : Prison Break